# Chengzhou
Chengzhou (成周; Chéng Zhōu) "Fullbordade Zhou" var en historisk kinesisk huvudstad under Östra Zhoudynastin (770 f.Kr.-256 f.Kr.) och ursprunget till dagens Luoyang i Henan. Chengzhou var Kinas huvudstad 516 f.Kr till 314 f.Kr. Chengzhou låg ursprungligen i de centrala delarna av dagens Luoyang, men flyttades kring 800 f.Kr. drygt 10 km österut längs Luofloden.
Chengzhou grundades av Hertigen av Zhou år 1038 f.Kr. och stod färdigbyggd 1029 f.Kr. Chengzhou var sekundär huvudstad under Västra Zhoudynastin (1045-771 f.Kr.). (Den primära huvudstaden var Haojing utanför dagens Xi'an.) Chengzhou kallades också Luo eller Luoyi (雒邑). Chengzhous huvudsakliga funktion under Västra Zhoudynastin var att agera militärt centrum för att kontrollera de östra regionerna av landet. Sannolikt blomstrade detta äldre Chengzhou under början och i mitten av Västra Zhoudynastin och dess betydelse minskade i slutet av perioden. Västra Zhoudynastins Chengzhou låg i de centrala delarna av dagens Luoyang på östra och västra stranden av Chanfloden (en biflod till Luofloden). Changzhou hade ingen stadsmur, och dess exakta utbredning är inte fastställd.
Under slutet av Västra Zhoudynastin var rikets största fiende Dongyifolket (东夷) från Huaifloden, och de bedömdes som ett potentiellt hot mot Chengzhou. Eftersom Chengzhou saknade stadsmur övergavs staden och en ny starkare befäst stad uppfördes drygt 10 km öster om det äldre Chengzhou. Detta skedde sannolikt under ledning av Kung Xuan (regeringstid 828-782 f.Kr.) Den nya stadens placering med Mangberget på norra sidan om staden och Luofloden till söder var optimal ur ett Fengshuiperspektiv. (På samma plats byggde senare i historien både Handynastin och Norra Weidynastin sina huvudstäder.)
Staden Wangcheng började byggas under slutet av Västra Zhoudynastin och växte successivt upp delvis på ruinerna över det då övergivna äldre Chengzhou. Wangcheng och det äldre Chengzhou överlappade vid den tiden. År 516 f.Kr. flyttade Kung Jing Zhoudynastins huvudstad från Wangcheng till den nybyggda staden öster ut som nu fick överta namnet Chengzhou. Drygt 200 år senare, år 314 f.Kr., flyttade Kung Nan tillbaka tronen till Wangcheng efter att Wangcheng blivit förstärkt med en stadsmur.
Den komplexa relationen mellan Wangcheng och Chengzhou gör att alla historiker inte är eniga om Chengzhous och Wangchengs olika roller, och städerna förväxlas frekvent i olika sammanhang.